# Capital-actions
Pour l'émission de télévision, voir Capital Actions (émission de télévision).
En droit des affaires, le capital-actions peut être défini comme la « valeur maximale des actions qu’une société par actions est autorisée à émettre pour financer son développement ».

## Droit par État

### Droit canadien
En vertu de la Loi canadienne sur les sociétés par actions (LCSA), une société doit tenir un compte de capital-actions émis et payé, subdivisé par catégories d'actions.
En vertu de la Loi sur les sociétés par actions (LSAQ), les statuts de la compagnie doivent mentionner le capital-actions autorisé de la compagnie. Sauf mention contraire, il est constitué d'une quantité illimitée d'actions sans valeur nominale.